# Tabanus calens
Tabanus calens is een vliegensoort uit de familie van de dazen (Tabanidae). De wetenschappelijke naam werd gepubliceerd in 1758 door Carl Linnaeus in de tiende editie van Systema naturae.